# U.S. Route 6
U.S. Route 6 (ou U.S. Highway 6) é uma autoestrada dos Estados Unidos.
Faz a ligação do Oeste para o Este. A U.S. Route 6 foi construída em 1926 e tem 3 205 milhas (5 158 km).

## Principais ligações
Interstate 15 perto de Provo

 Interstate 25 em Denver

 US 75 em Omaha

 Interstate 55 perto de Chicago

 US 42 em Cleveland

 Interstate 81 em Scranton

 Interstate 95 em Providence

 Route 6A em Provincetown